# Popręcinka
Popręcinka (785 m n.p.m.) – szczyt we wsi Nieledwia w województwie śląskim, w powiecie żywieckim, w gminie Milówka. Wznosi się po północno-zachodniej stronie przełęczy Kotylnica.
Zachodni stok Popręcinki opada do Potoku Tarlicznego, wschodni do potoku Nieledwianki. Popręcinka jest częściowo porośnięta lasem, część jej stoków to polany z osiedlami wsi Nieledwia: Hazukówka, Kuśmierze, Nieledwia, Popręcinka, Pietraszka.
W regionalizacji fizycznogeograficznej Polski według Jerzego Kondrackiego grzbiet ten znajduje się w Beskidzie Śląskim, w nowej regionalizacji na Międzygórzu Jabłonkowsko-Koniakowskim.